# Kim Talsma
Kim Talsma (16 januari 2001) is een Nederlands langebaanschaatsster.
Op de Nederlandse kampioenschappen schaatsen junioren lange afstanden 2020 haalde Talsma een gouden medaille op de 5000 meter bij de klasse Meiden A.

## Persoonlijke records[4]
| Afstand    | Tijd    | Datum            | Baan       |
| ---------- | ------- | ---------------- | ---------- |
| 500 meter  | 40,87   | 1 februari 2020  | Enschede   |
| 1000 meter | 1.20,46 | 2 februari 2020  | Enschede   |
| 1500 meter | 2.02,84 | 2 maart 2018     | Heerenveen |
| 3000 meter | 4.07,51 | 15 februari 2025 | Heerenveen |
| 5000 meter | 7.12,86 | 16 februari 2025 | Heerenveen |

## Resultaten
| Jaar | NK Afstanden                                 | NK Allround |
| ---- | -------------------------------------------- | ----------- |
| 2022 | 21e 1000m 18e 1500m 17e 3000m                | NC12        |
| 2023 | 12e 1500m                                    |             |
| 2024 | 18e 1500m                                    | 7e          |
| 2025 | DQ 1500m · 11e 3000m · 8e 5000m · massastart | NC11        |